# MMXX (Band)
MMXX ist ein, im Jahr 2022 gegründetes, Projekt, welches von Mitgliedern der Bands The Foreshadowing und Daylight Dies gegründet wurde und bei dem zahlreiche Sänger aus Bands der Gothic-Metal- und Doom-Metal-Szene mitwirkten.

## Bandgeschichte
Die Idee von MMXX entstand während des Lockdowns der Covid-19-Pandemie. Andrea Chiodetti (ex-The Foreshadowing), Jesse Haff (Daylight Dies) und Egan O’Rourke (ebenfalls Daylight Dies) nutzten die Isolation, um gemeinsam an Songs zu arbeiten, die sich mit ihrer derzeitigen Umgebung, aktuellen Ereignissen und Gefühlen auseinandersetzten. Nach den drei Singleauskopplungen This Breath is Not My Breath (mit Mikko Kotamäki), Perdition Mirror (mit Mick Moss) und Shadow Haven (mit Dan Swanö) erschien am 11. November 2022 unter Candlelight Records das Debütalbum Sacred Cargo an dem außerdem zahlreiche weitere Musiker mitwirkten, darunter auch Aaron Stainthrope von My Dying Bride oder Chris Canella (ex-Deicide). Darauf folgte bereits ein halbes Jahr später, am 14. April 2023 die EP The Next Wave zu der erneut Mikko Kotamäki, Mick Moss und Alicia Nurho den Gesang beisteuerten.

## Stil und Wahrnehmung
Aufgrund der verschiedenen Mitwirkenden, die je nach Stück wechseln, lässt sich das Projekt stilistisch nicht eindeutig einordnen. Wiederkehrende Motive sind jedoch langsame, eingängige Gitarrenriffs sowie eine düstere und makabre Grundatmosphäre. Darüber hinaus starke Einflüsse aus Death-Doom-, Gothic- und Progressive-Metal. Stilistisch vergleichbare Bands sind laut dem Autor „Lykle“, der das Album Sacred Cargo für das TheProgspace-Magazin rezensierte, Swallow the Sun, sowie Paradise Lost. Darüber hinaus ebenfalls Einflüsse aus den Bands der Hauptbeteiligten Daylight Dies und The Foreshadowing.
Wahrgenommen wurden die beiden Veröffentlichungen des Projektes grundsätzlich positiv. Besondere Erwähnung findet bei Rezensenten oft die Variabilität des Gesangs, die jedoch nicht ausschließlich positiv wahrgenommen wird. Einerseits biete diese ein abwechslungsreiches Hörerlebnis, andererseits verliere die Musik insgesamt dadurch an emotionaler Tiefe, so „Lykle“. Dem fügt das angrymetalguy-Magazin hinzu, dass sich dadurch das Album mehr anfühle wie eine Sammlung an Songs und weniger wie ein Album an sich.

## Diskografie
- 2022: Sacred Cargo (Album, Candlelight Records)
- 2023: The Next Wave (EP, Candlelight Records)